# Psalm 22
Psalm 22 – jeden z utworów zgromadzonych w biblijnej Księdze Psalmów. W systemie numeracji stosowanym w greckiej Septuagincie i łacińskiej Wulgacie psalm ten jest psalmem 21.
Psalm ten identyfikuje się również często przez łaciński incipit Deus, Deus meus, respice in me (wersja Wulgaty; w Nowej Wulgacie ...quare me dereliquisti).

## Tekst psalmu i jego interpretacja
Psalm ten zaliczany jest do grupy psalmów lamentacyjnych, a więc stanowi modlitwę, wyraz wiary i ufności w pomoc Bożą w konkretnej sytuacji życiowej. Może też być rozumiany jako wołanie błagalne nie tylko indywidualne ale także narodowe. Biblia jerozolimska klasyfikuje go jako modlitwę skargi niewinnego, Biblia Tysiąclecia jako indywidualną lamentację, przechodząca w pieśń dziękczynienia o charakterze hymnodycznym. Tekst hebrajski określa Psalm 22 jako należący do utworów przypisywanych królowi Dawidowi. Autor natchniony nazywa go po prostu psalmem (hebr. ‏מִזְמוֹר‎). Na początku hebrajskiej superskrypcji pojawia się zalecenie „Kierownikowi chóru” (hebr. ‏לַ֭מְנַצֵּחַ‎), co wskazuje na jego zastosowanie liturgiczne. Wyrażenie, tłumaczone przez Septuagintę „εἰς τέλος”, bywało również interpretowane w sensie chrystologicznym i eschatologicznym. Superskrypcja sugeruje, iż psalm ma być wykonywany „na modłę pieśni: «Łania o świcie»”. Chodziło zapewne o użycie konkretnej znanej w starożytności w środowisku żydowskim melodii.
W Psalmie 22 sześciokrotnie wymienione zostaje imię Jahwe (hebr. ‏יהוה‎; w. 9, 20, 24, 27, 28 i 29).
Redaktorzy polskich wydań Biblii opatrzyli Psalm 22 następującymi nagłówkami sugerującymi jego interpretację: skarga opuszczonego przez Boga (Biblia poznańska), męka Mesjasza i jej owoce (Biblia Tysiąclecia), cierpienia i nadzieje sprawiedliwego (Biblia jerozolimska).
Podmiot pyta Boga, dlaczego go opuścił i nie słyszy jego wołania, nie okazuje pomocy ani w dzień, ani w nocy (w. 2–3). Następnie powołuje się na fakt przebywania Boga pośród swego ludu i nieustannej jego opieki nad Izraelem (4–6). Po opisaniu swej rozpaczliwej sytuacji i zacytowaniu ironizujących wrogów, przypomina o dotychczasowej obecności Boga we własnym życiu. Ponownie prosi Boga o interwencję (7–12). Powraca do opisywania swej trudnej sytuacji, używając języka metafor. Jest zmiażdżony, trwa w agonii, bliski śmierci (13–19). Znowu wraca do wzywania pomocy Boga (20–22). 
Nagle przechodzi do chwalenia i wzywa innych, by czynili to samo, bo został wysłuchany (23–27). Zapowiada ogólnoświatowe wielbienie Boga. Boga będą chwalić nawet zmarli. On sam będzie żył pełnią życia. Ci, którzy nadejdą, też uwielbią Boga. To Bóg tego wszystkiego dokona (28–31).
Przebodli w wersecie 17, obecne w chrześcijańskich tłumaczeniach Biblii za Septuagintą (koine ὤρυξαν), zależy od prawdopodobnej lektury waw w miejsce jod na końcu wyrazu hebrajskiego (hebr. ‏כארו‎). Biblie żydowskie mają jod (hebr. ‏כארי‎, jak w Kodeksie Leningradzkim), stąd inna lektura końca wersetu: zamiast „...Przebodli ręce i nogi moje”, tekst odczytywany jest „...Jak lew moje ręce i moje nogi”.
Psalm 22 był cytowany przez Chrystusa na krzyżu podczas Męki. Jest uznawany w swej treści za bliski poematowi o cierpiącym Słudze Jahwe z Księgi Izajasza. W tradycji chrześcijańskiej uznawany był zawsze jako proroctwo o męce i śmierci krzyżowej Chrystusa.

## Użycie w liturgii brewiarzowej
W rzymskiej liturgii godzin zreformowanej po soborze watykańskim II Psalm 22 odmawiany jest w Modlitwie w ciągu dnia piątku trzeciego tygodnia. W nagłówku redaktorzy zasugerowali interpretację: „Męka Sprawiedliwego i wysłuchanie Jego prośby”. Użycie wielkich liter wskazuje, że chodzi o Chrystusa. Jako krótki komentarz zapisany kursywą zacytowano Ewangelię wg św. Mateusza (27,46). Pierwsza część Psalmu 22, wersety 2-23, odmawiane są w Godzinie czytań Wielkiego Piątku Męki Pańskiej, po drugiej antyfonie (Dzielą między siebie moje szaty i los rzucają o moją suknię.).